# Raión de Dubovka
El raión de Dubovka (ruso: Дубо́вский райо́н) es un distrito administrativo y municipal (raión) ruso perteneciente a la óblast de Volgogrado. Se ubica en el centro de la óblast. Su capital es Dubovka.
En 2021, el raión tenía una población de 29 373 habitantes.
El raión se extiende sobre la costa occidental del embalse de Volgogrado, en la mayor parte del tramo de costa que hay entre Volgogrado y Kamyshin.

## Subdivisiones
Comprende la ciudad de Dubovka (la capital del raión, que forma un ayuntamiento urbano sin pedanías) y 25 localidades rurales. Estas últimas se agrupan en los siguientes trece asentamientos rurales:
- Gorni Balykléi
- Gornovodianoye
- Górnaya Proleika
- Davýdovka
- Lóznoye
- Málaya Ivánovka
- Olenye
- Peskovatka
- Pichuga
- Priamaya Balka
- Strelnoshirókoye
- Suvodskaya
- Ust-Pogozhye